# Samuel Peploe
Samuel John Peploe, né le 27 janvier 1871 à Édimbourg et mort, dans la même ville, le 11 octobre 1935, est un peintre post-impressionniste écossais, membre du groupe des coloristes écossais.

## Biographie
Samuel Peploe entre à la Royal Scottish Academy en 1893 et y étudie un an. Poursuivant ses études à l'Académie Julian et à l'Académie Colarossi, à Paris, il entreprend ensuite un voyage en Hollande en 1895.
Il visite les Hébrides et le Nord de la France à partir de 1901, accompagné de son ami, le peintre John Duncan Fergusson. Il fréquente la colonie artistique d'Étaples.
Il s'installe en France en 1910, rejoignant le Cercle fauviste britannico-américain créé en 1907 à Paris par Fergusson. En 1911, il passe des vacances à Royan, une station balnéaire de la côte Atlantique où il peint plusieurs toiles.
Retournant en Écosse en 1912, il peint de nombreuses toiles représentant des paysages de la région, voyageant à plusieurs reprises en compagnie de quelques amis peintres.
La ville de Glasgow a fait le don à la ville de Brest (Finistère) en 1948 de son œuvre : Nature morte aux roses (huile sur toile, 46 × 38 cm) qui se trouve aujourd'hui au musée des beaux-arts de Brest.
Dans les années 1920, il passe plusieurs étés en compagnie de son compatriote et collègue, le peintre Francis Cadell. Il représente notamment sur ses toiles l'île de Iona.
Il meurt à Édimbourg en 1935,,.

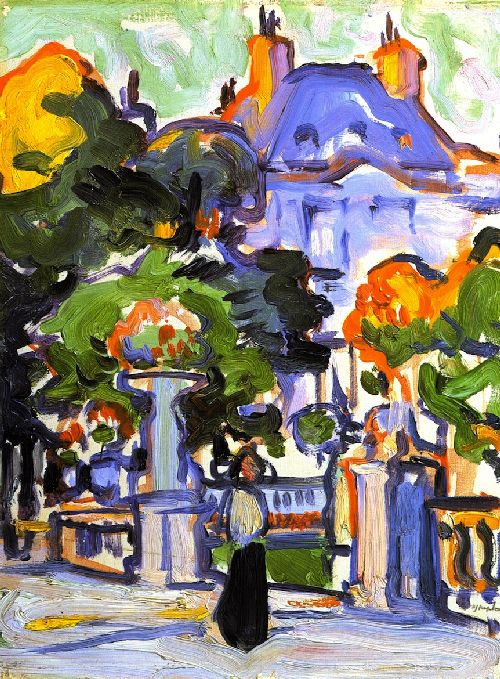
Samuel John Peploe-Luxembourg Gardens.
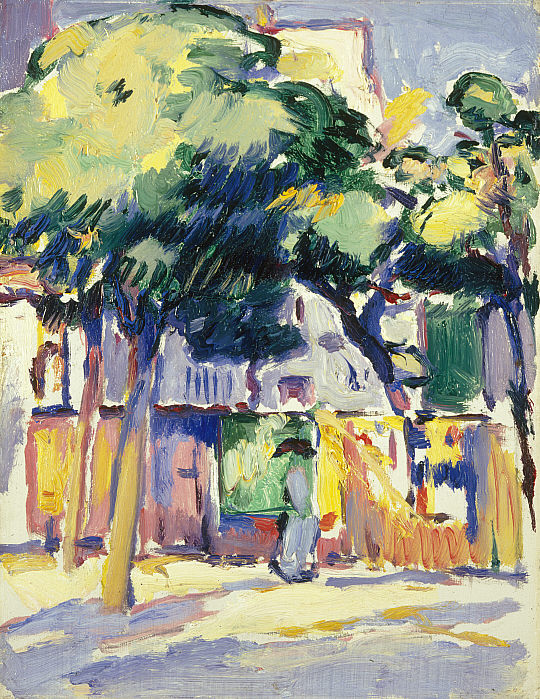
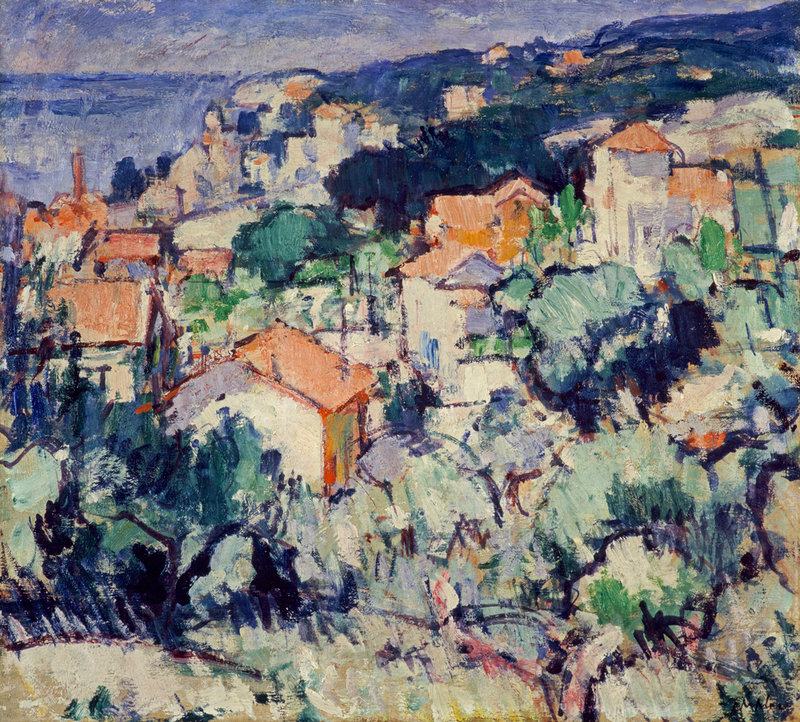
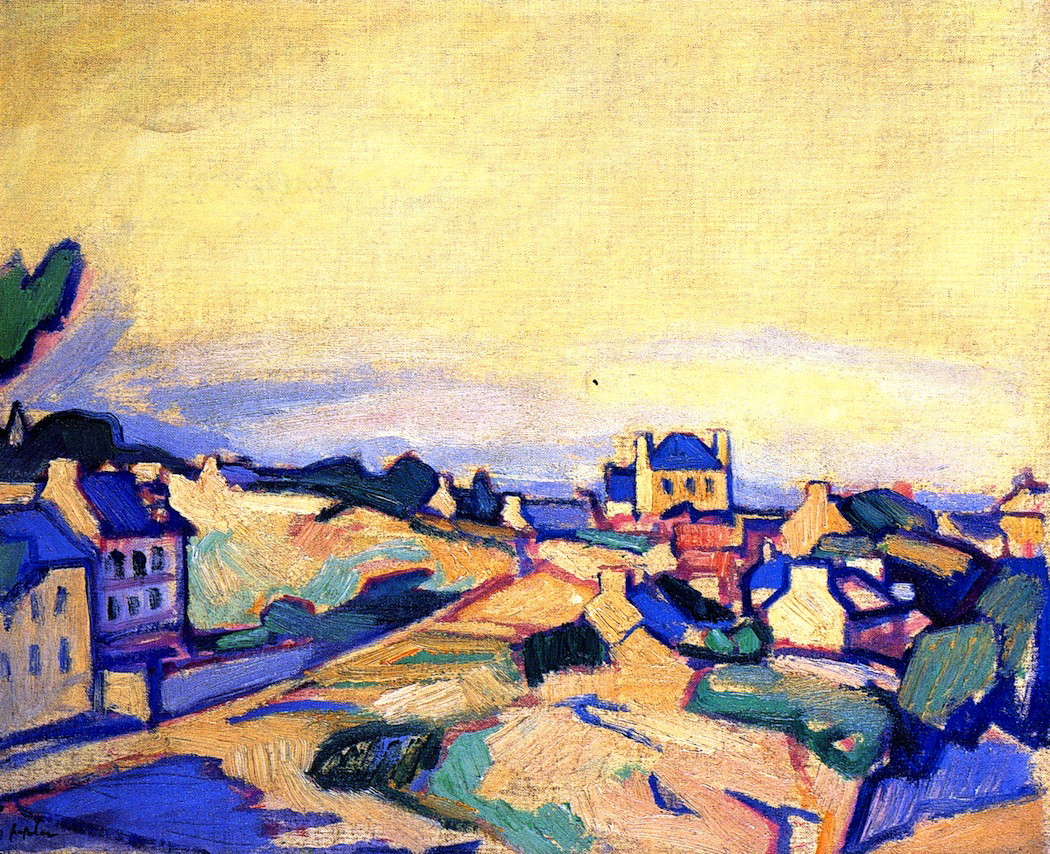
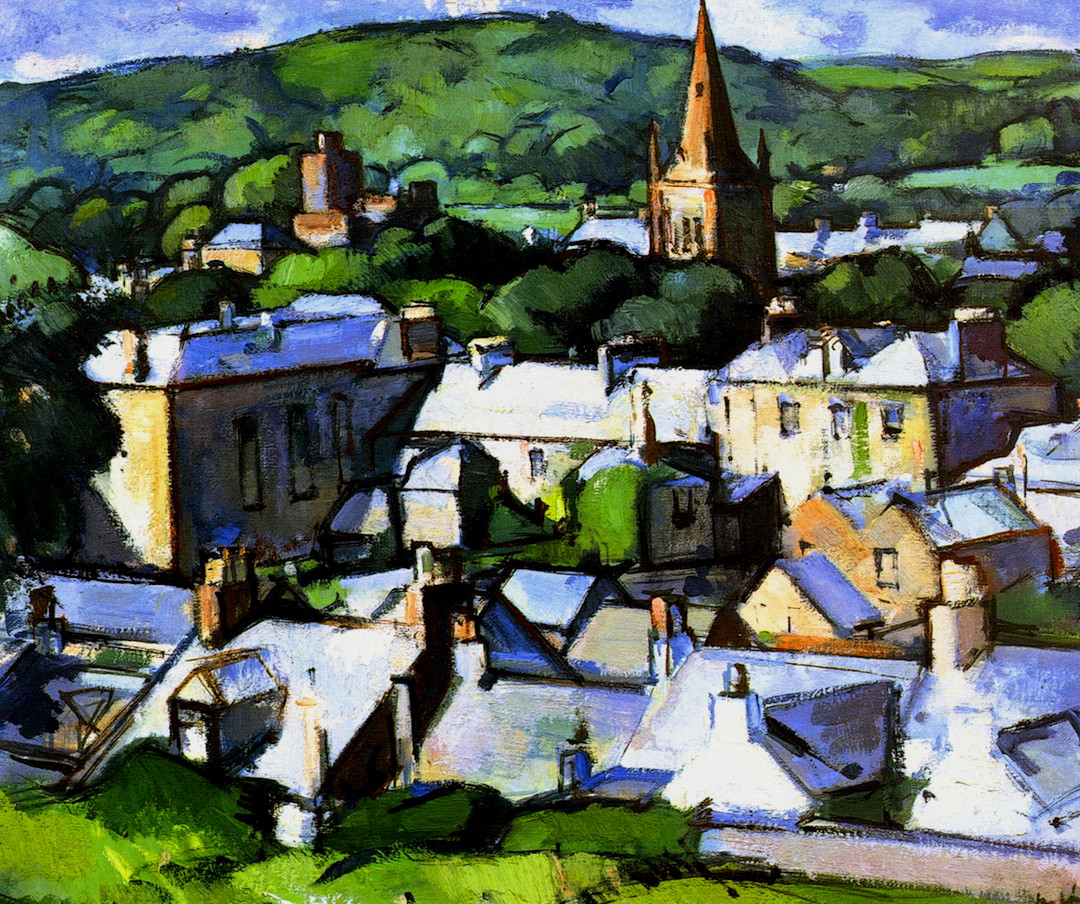
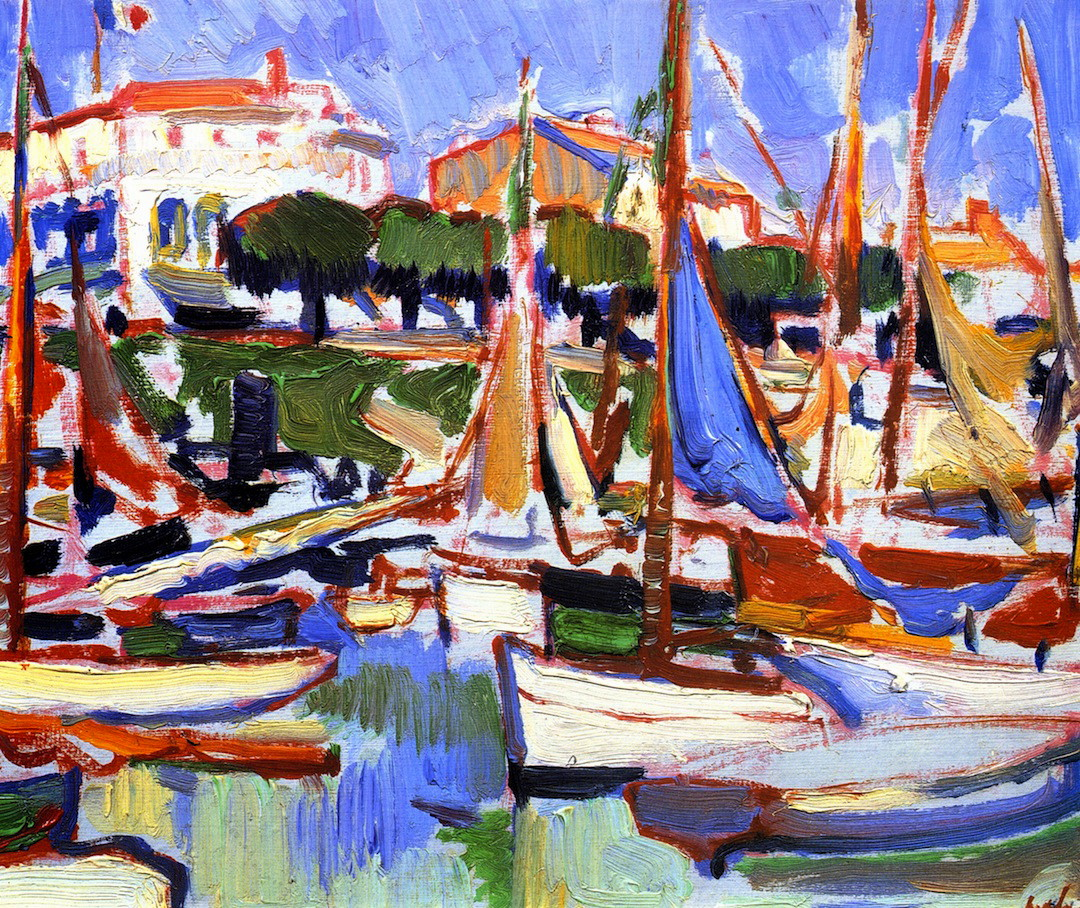
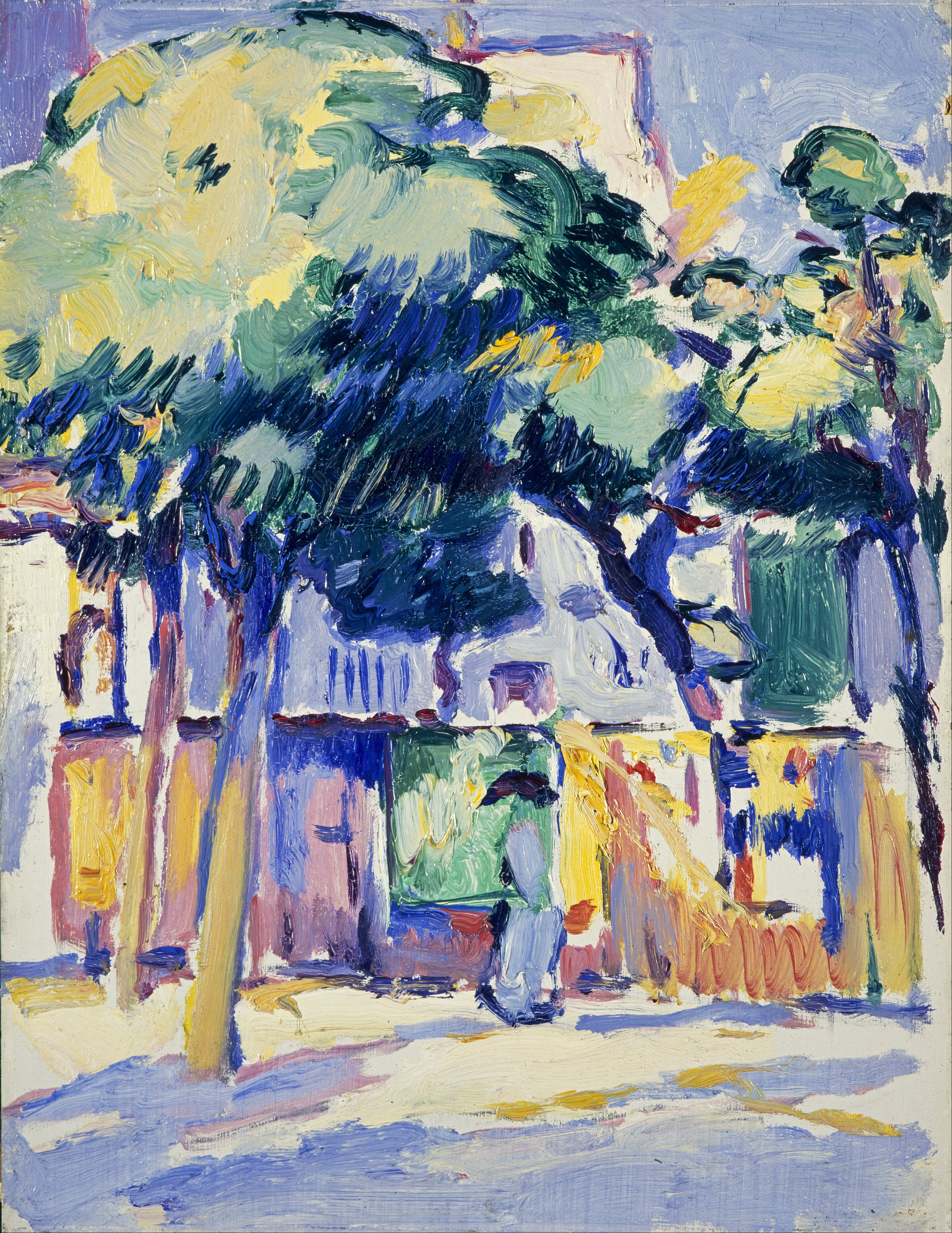
Samuel John Peploe - Veules-les-Roses - Google Art Project